# Tmesiphantes chickeringi
Tmesiphantes chickeringi é uma espécie de aranha pertencente à família Theraphosidae (tarântulas).